# Mokřiny
Mokřiny är en ort i Tjeckien.   Den ligger i regionen Karlovy Vary, i den västra delen av landet, 160 km väster om huvudstaden Prag. Mokřiny ligger 651 meter över havet och antalet invånare är 530.
Terrängen runt Mokřiny är platt åt sydväst, men åt nordost är den kuperad. Runt Mokřiny är det ganska glesbefolkat, med 43 invånare per kvadratkilometer. Närmaste större samhälle är Aš, 2,2 km nordväst om Mokřiny. I omgivningarna runt Mokřiny växer i huvudsak barrskog.